# Йосиногари
Йосиногари (яп. 吉野ヶ里町 Ёсиногари-тё:) — посёлок в Японии, находящийся в уезде Кандзаки префектуры Сага. Площадь посёлка составляет 43,94 км², население — 16 373 человека (1 августа 2014), плотность населения — 372,62 чел./км².

## Географическое положение
Посёлок расположен на острове Кюсю в префектуре Сага региона Кюсю. С ним граничат города Кандзаки, Фукуока и посёлки Камимине, Мияки, Накагава.

## Население
Население посёлка составляет 16 373 человека (1 августа 2014), а плотность — 372,62 чел./км². Изменение численности населения с 1980 по 2005 годы:
| 1980 | 14 506 чел. |  |
| 1985 | 14 911 чел. |  |
| 1990 | 15 678 чел. |  |
| 1995 | 15 631 чел. |  |
| 2000 | 16 042 чел. |  |
| 2005 | 16 100 чел. |  |

## Символика
Деревом посёлка считается камелия сасанква, цветком — цветок сакуры.